# Van Hogendorp (geslacht)

Wapen voor mr. Gijsbert Karel graaf van Hogendorp (1762-1834) en diens nageslacht, 1815

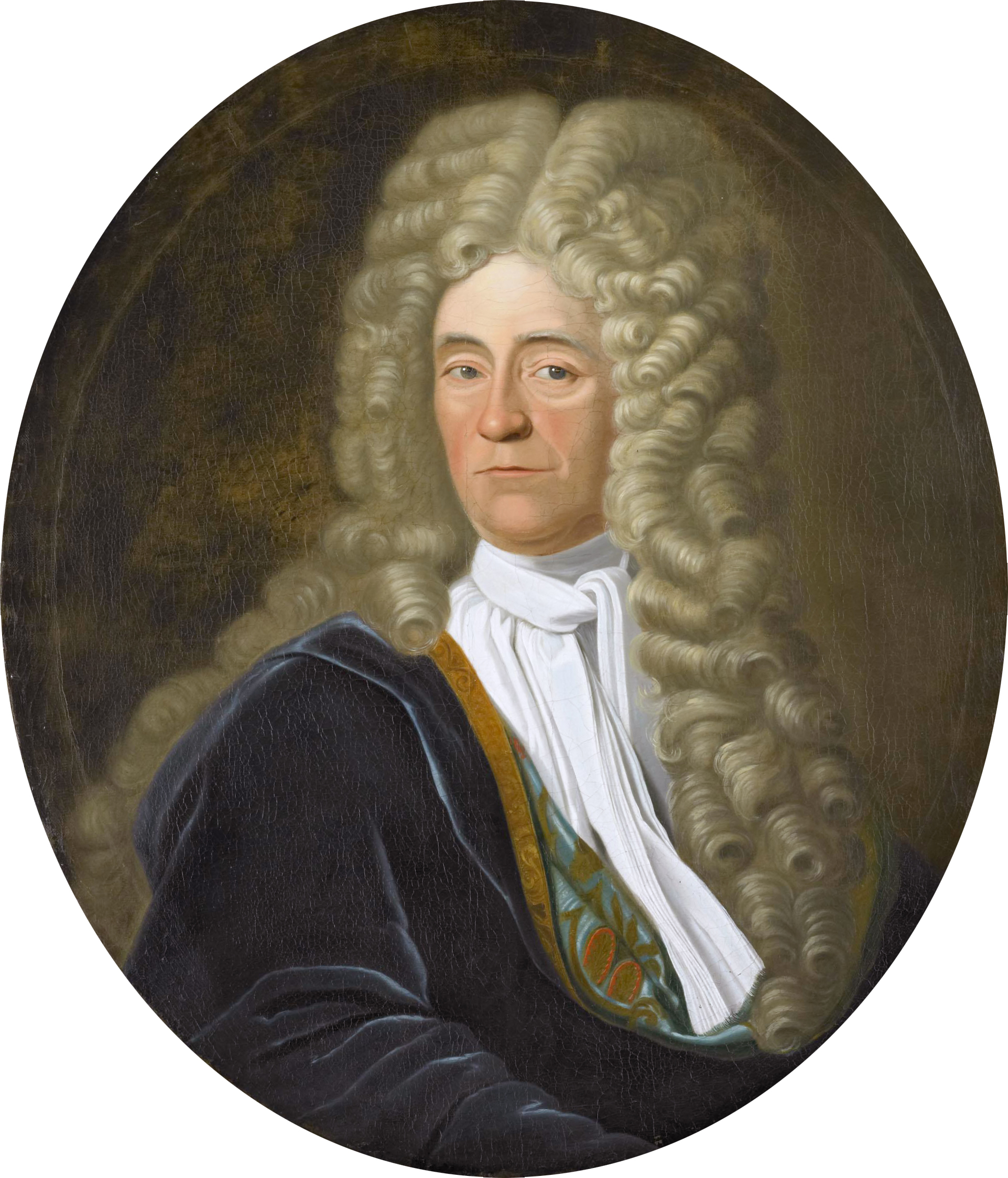
Willem van Hogendorp (1656-1733)

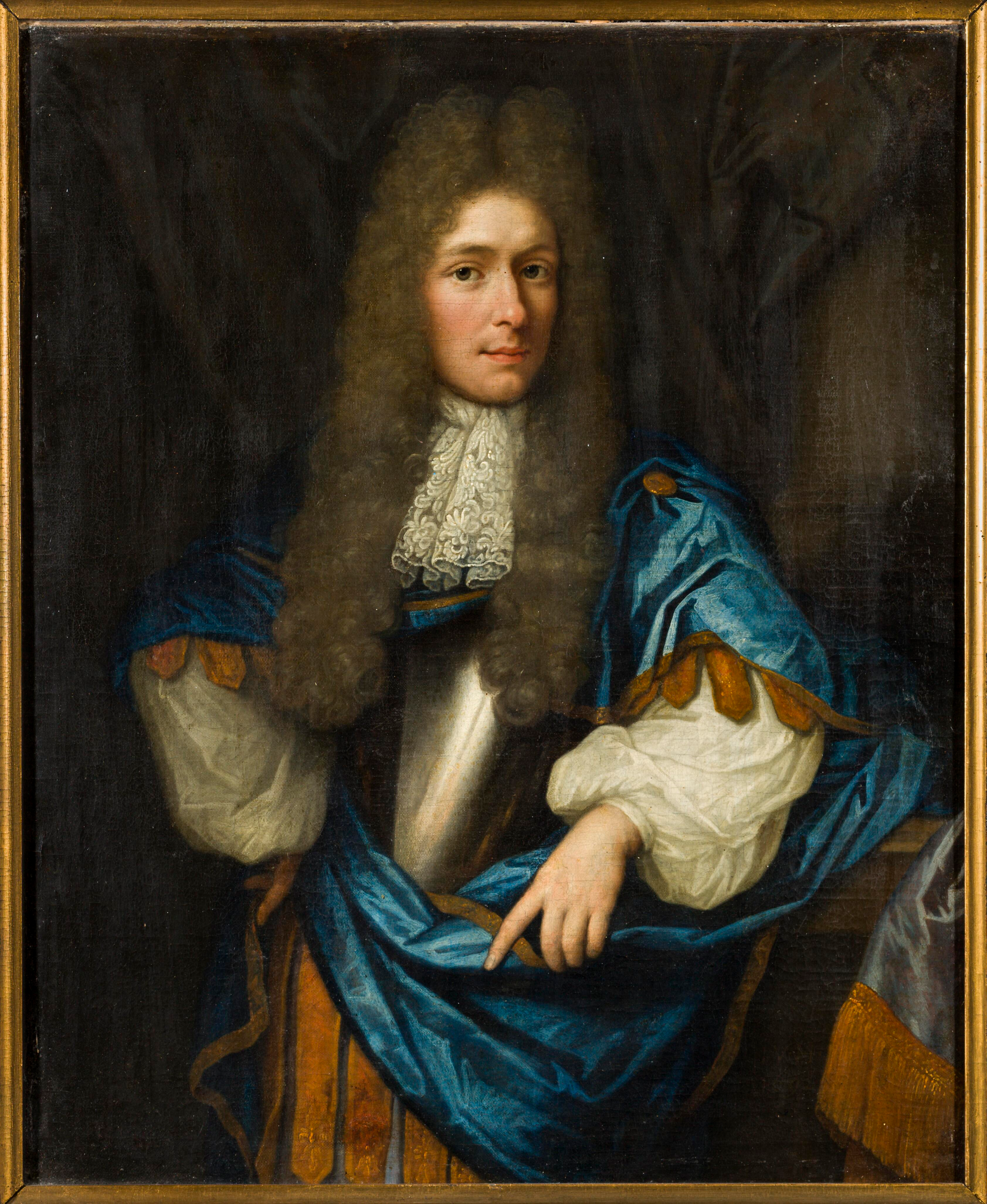
Gijsbert van Hogendorp (1668-1750)

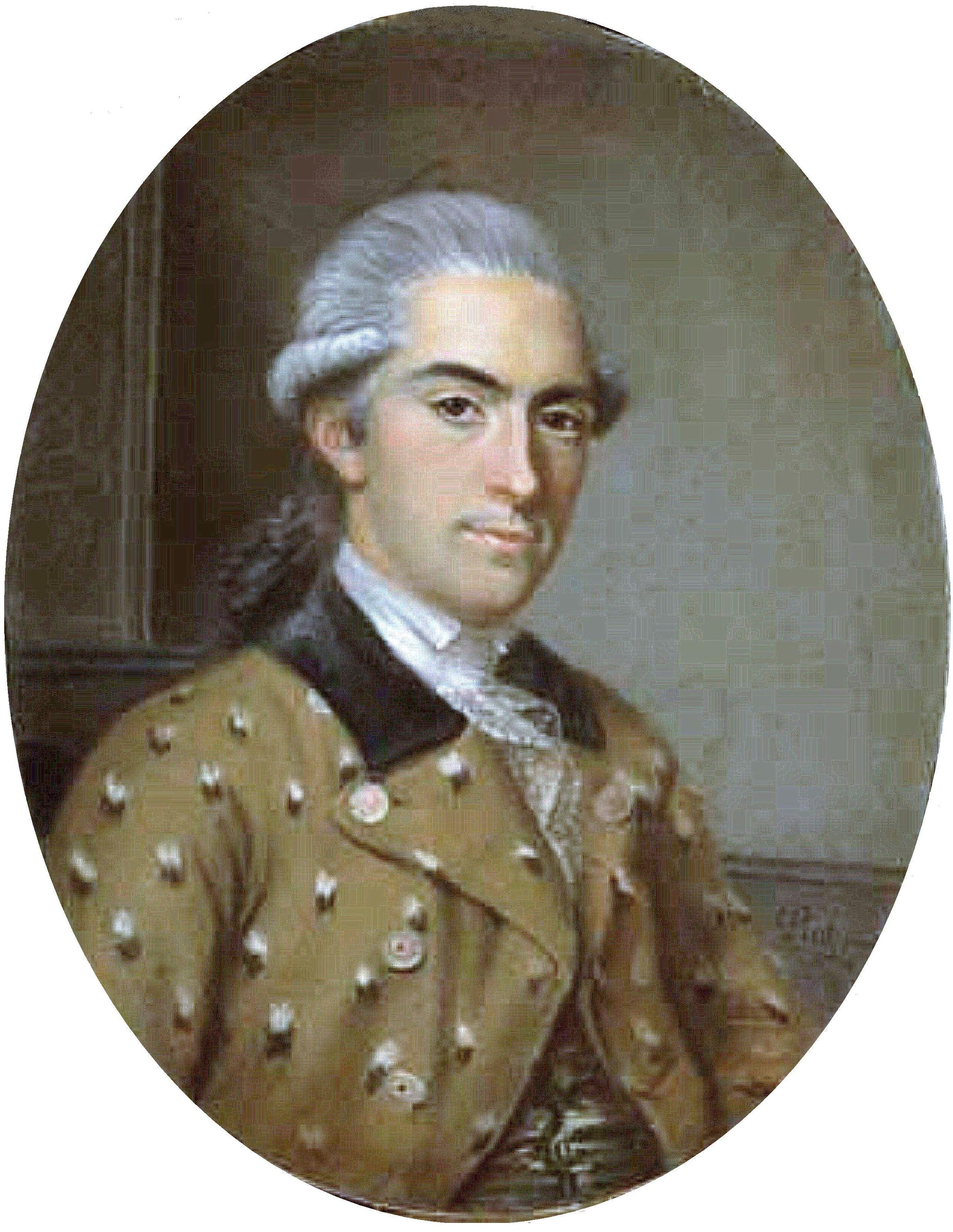
Diederik Johan van Hogendorp van Hofwegen (1754-1803)

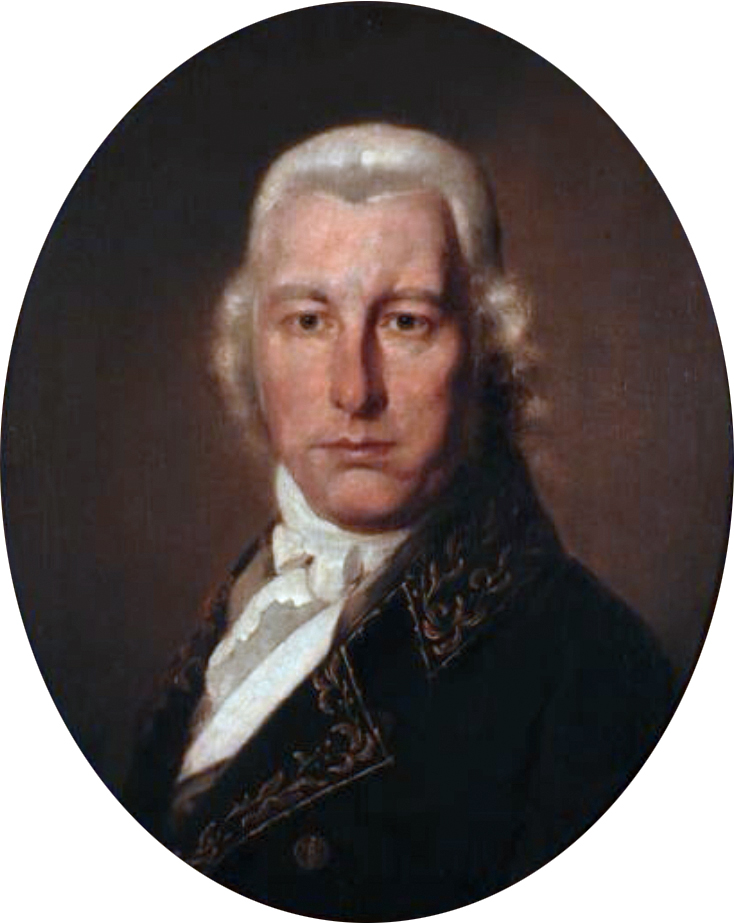
Dirk van Hogendorp (1761-1822)

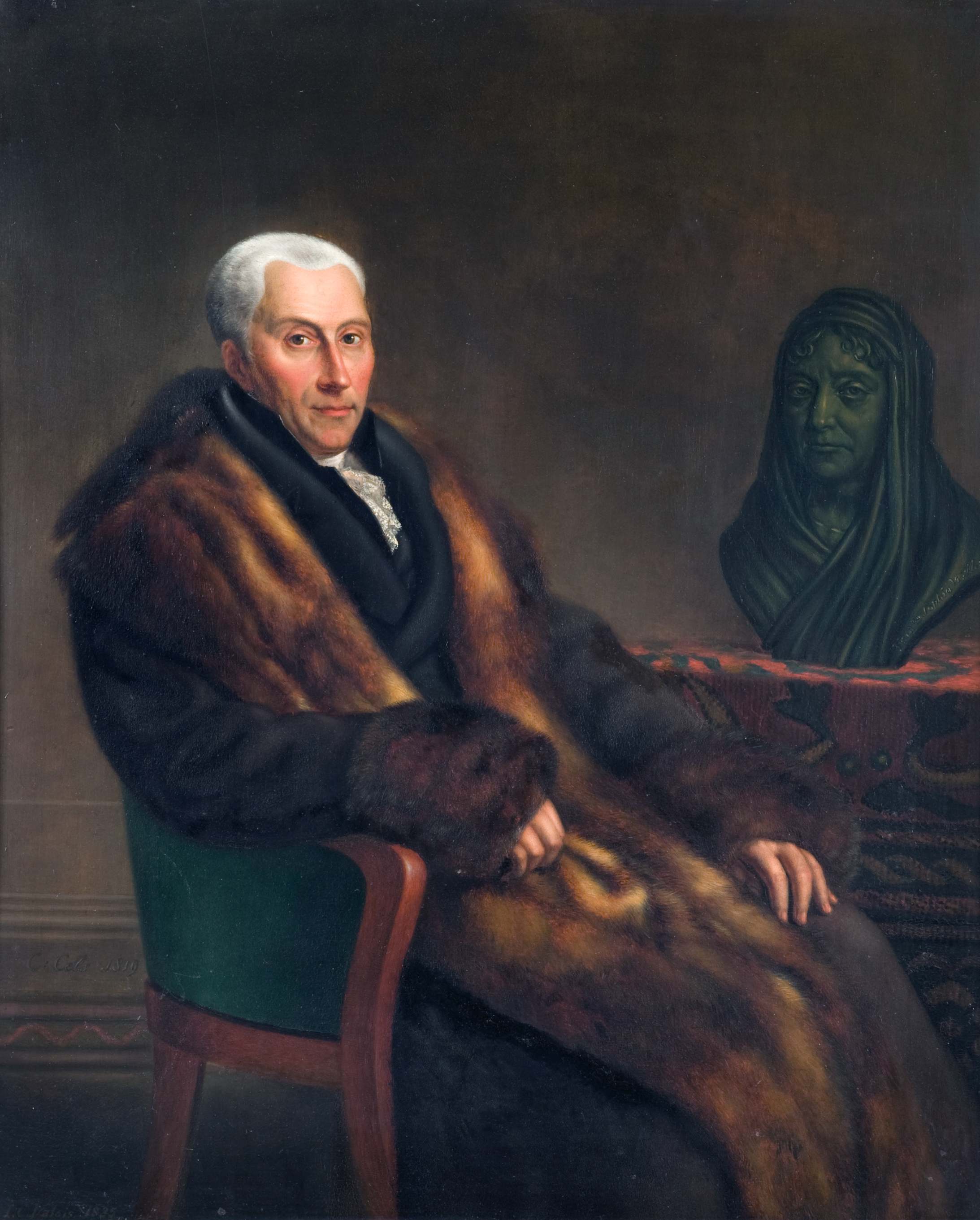
Gijsbert Karel van Hogendorp (1762-1834)

Van Hogendorp (ook: van Hogendorp van Hofwegen) is een Nederlands geslacht dat sinds 1814 tot de Nederlandse adel behoort.
De stamreeks begint met Gijsbert Gillisz. van Hogendorp, raadsheer in de Hoge Raad van Holland die in 1584 te 's-Gravenhage overleed.
De bezittingen van het geslacht Van Hogendorp omvatten de deels vrije heerlijkheden Moerkapelle, Wilde Veenen, Sint-Jan ten Steen en Glossenberghe, Hofwegen, Steenhuysen, Cromstrijen en Heijningen. In 1748 werd Gijsbert van Hogendorp door keizer Frans I Stefan verheven tot Rijksgraaf. Dirk van Hogendorp werd in 1811 door keizer Napoleon tot Comte de l'Empire benoemd. In 1814 werd Gijsbert Karel van Hogendorp benoemd in de ridderschap en in 1815 werd hem de titel Graaf verleend, met overgang bij eerstgeboorte. In 1867 werd zijn jongere zoon Frederik van Hogendorp de titel Baron bij eerstgeboorte verleend, welke in 1868 werd omgezet op allen. De overige familieleden dragen het predicaat Jonkheer.
Vanaf het eind van de 17e eeuw verwierven verschillende leden van deze familie hoge publieke ambten.

## Enkele telgen
mr. Diederik van Hogendorp (ca. 1625-1702), advocaat, thesaurier en raad van stadhouder-koning Willem III van Oranje
- Willem van Hogendorp (1656-1733), raad, schepen en burgemeester van Rotterdam, bewindvoerder VOC kamer
  - mr. Diderick van Hogendorp (1696-1760), raad, schepen en burgemeester van Rotterdam; trouwde in 1728 zijn volle nicht Catharina Wilhelmina des H.R.Rijksgravin van Hogendorp, dochter van Gijsbert (ca. 1668-1750)
    - mr. Willem van Hogendorp (1735-1784), raad van Rotterdam, bestuurder in de VOC; trouwt 1760 met Carolina Wilhelmina van Haren (1741-1812), dochter van Onno Zwier van Haren (1713-1779)
      - Dirk van Hogendorp (1761-1822), VOC-kapitein, militair en staatsman, Comte de l'Empire
        - Carel Sirardus Willem graaf van Hogendorp (1788-1856), Nederlands militair, Gouverneur-generaal van Nederlands-Indië (ad interim)
          - jkvr. Leonie Susanne Charlotte van Hogendorp (1831-1852); trouwde in 1848 met Frederik s'Jacob (1822-1901), gouverneur-generaal van Nederlands-Indië

      - mr. Gijsbert Karel graaf van Hogendorp (1762-1834), Nederlands staatsman, lid van het zogenaamde Driemanschap
        - jkvr. Wilhelmina van Hogendorp (1790-1858); trouwde in 1815 met jhr. mr. Laurens de Witte van Citters (1781-1862), lid provinciale staten van Zuid-Holland, lid gemeenteraad en wethouder van 's-Gravenhage
        - jkvr. Hester van Hogendorp (1791-1833); trouwde in 1828 met jhr. mr. Antoni Warin (1772-1852), lid Tweede Kamer der Staten-Generaal
        - mr. Willem graaf van Hogendorp (1795-1838), lid Raad van State
        - mr. Dirk graaf van Hogendorp (1797-1845), jurist, bekend van zijn voettocht door Nederland met Jacob van Lennep; trouwde in 1830 met zijn volle nicht jkvr. Mariane Catherine van Hogendorp (1805-1878) 
          - jkvr. Mariane Catherine van Hogendorp (1834-1909), sociaal hervormster en feministe; trouwde in 1875 met jhr. Aarnout Klerck (1820-1876), kapitein-luitenant-ter-zee titulair
          - jkvr. Anna van Hogendorp (1841-1915), sociaal hervormster, feministe en publiciste

        - mr. Frederik baron van Hogendorp (1802-1872), lid van de provinciale staten van Zuid-Holland, buitengewoon lid van de Tweede Kamer
          - Joséphine Arnoldina barones van Hogendorp (1840-1928), hofdame van prinses Amalia; trouwde in 1870 met mr. Frans Steven Karel Jacob baron van Randwijck (1838-1913), secretaris-generaal van Financiën en ceremoniemeester van koningin Wilhelmina
          - Willem graaf van Hogendorp (1841-1925), luitenant-admiraal
            - Frederik graaf van Hogendorp  (1877-1959), luitenant-kolonel
              - Gijsbert Karel graaf van Hogendorp (1916-2000), directeur Vereniging Nederlandse Zeemanscentrale
                - mr. Frederik Willem graaf van Hogendorp (1946), advocaat en chef de famille

            - Jacoba Cornelia Arnoudina barones van Hogendorp (1887-1989); trouwde in 1909 met jhr. mr. Hubert Alexander Maurits van Asch van Wijck (1879-1947), lid van de Eerste Kamer der Staten-Generaal

          - mr. Frederik baron van Hogendorp (1843-1889), letterkundige
          - Maria Leopoldina barones van Hogendorp (1846-1922); trouwde in 1871 met Frans Godert baron van Lynden van Hemmen (1836-1931), lid van de Eerste Kamer der Staten-Generaal
          - Otteline Sophie barones van Hogendorp (1847-1938); trouwde in 1876 met jhr. mr. Hendrik Abraham Cornelis de la Bassecour Caan (1829-1905), burgemeester van Noordwijk, lid van de provinciale en gedeputeerde staten van Zuid-Holland
          - mr. Dirk baron van Hogendorp (1849-1925)
            - Coralie Leopoldina barones van Hogendorp (1885-1959); trouwde in 1908 met prof. jhr. mr. dr. Willem Jan Mari van Eysinga (1878-1961), hoogleraar volkenrecht, rechter Permanent Hof van Internationale Justitie

          - Wilhelmine barones van Hogendorp (1853-1926); trouwde in 1882 met Johan Willem Herman Meyert van Idsinga (1854-1921), lid van de Tweede Kamer der Staten-Generaal
- mr. Gijsbert des H.R.Rijksgraaf van Hogendorp (ca. 1668-1750), ontvanger-generaal der Unie
  - Diederik Johan des H.R.Rijksgraaf van Hogendorp (1697-1744), schepen en raad van Rotterdam
    - Gijsbregt Steenbergensis des H.R.Rijksgraaf van Hogendorp (1729-1785)
      - mr. Diederik Johan des H.R.Rijksgraaf van Hogendorp (1754-1803), schepen van Amsterdam en bewindhebber WIC
        - Diederik Johan François graaf van Hogendorp van Hofwegen (1776-1839); 
          - Catherine Frederica Augustina Alexandra gravin van Hogendorp van Hofwegen (1811-1887); trouwde in 1850 met mr. Eugène Jean Alexander graaf van Bylandt (1807-1876), voorzitter van de Eerste Kamer
          - Margaretha Johanna gravin van Hogendorp van Hofwegen (1813-1904); trouwde in 1856 met Alexander Lambertus Theodorus Allardus Grisart (1815-1897), generaal-majoor titulair

  - mr. Johan François des H.R.Rijksgraaf van Hogendorp (1700-1779), raad, schepen en burgemeester van Vlissingen
    - Johan François graaf van Hogendorp (1746-1831), burgemeester van Rotterdam, lid van de Eerste Kamer der Staten-Generaal

  - Gijsbert Carel des H.R.Rijksgraaf van Hogendorp (1710-1779), raad en burgemeester van Wageningen

## Overige telgen
- Daniël van Hogendorp (1604-1673), Rotterdamse regent, baljuw van Schieland

## Wapens

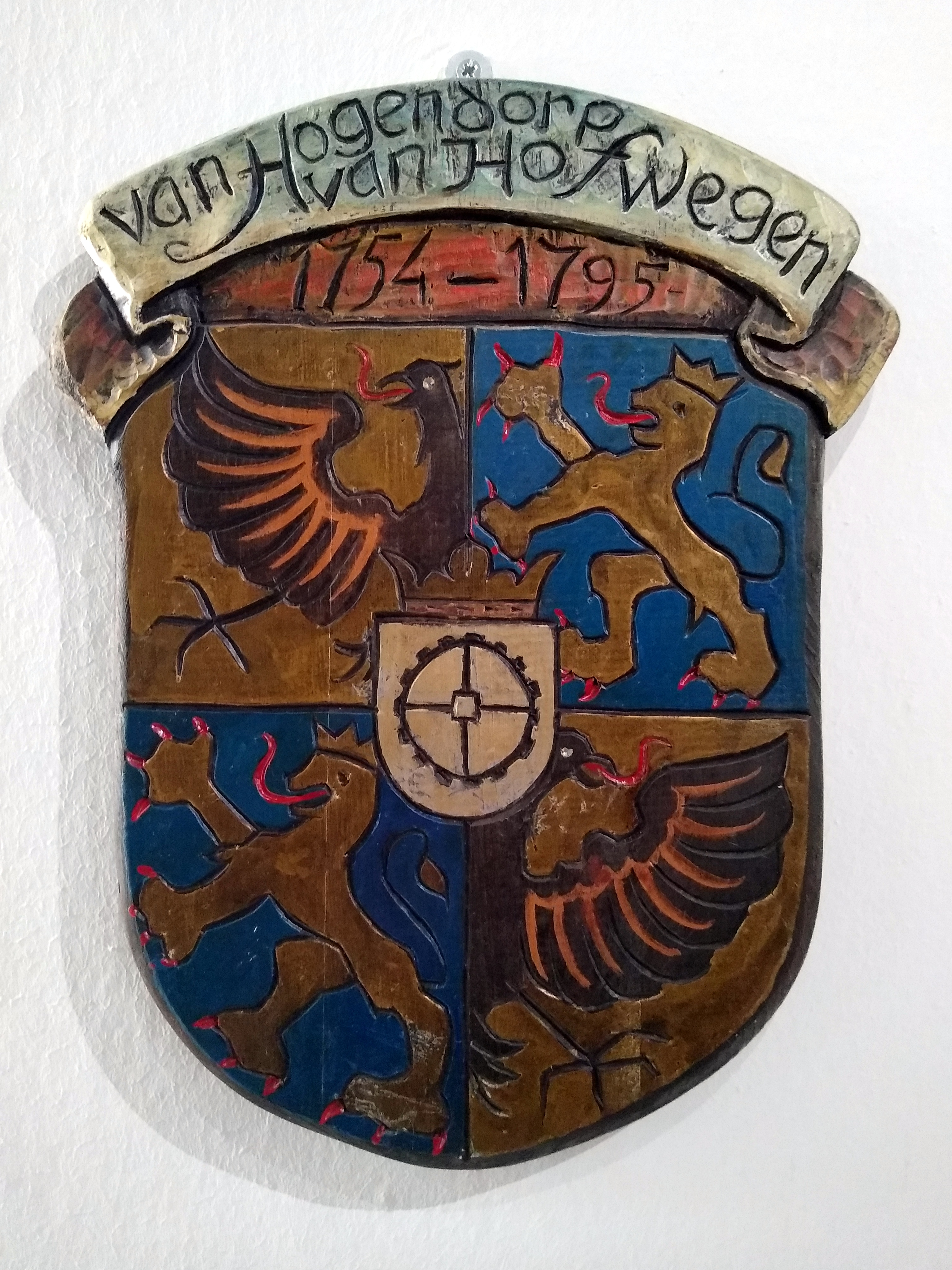
1754
1814
1814
1815
1815
1830

D'Aubremé † ·
Bentinck † ·
Van den Bosch ·
De Borchgrave d'Altena ·
Van Bylandt ·
Du Chastel de la Howarderie † ·
Van Gronsfeld Diepenbrock † ·
Dumonceau ·
Van der Duyn † ·
Festetics de Tolna ·
De Ficquelmont † ·
De Geloes ·
Van der Goltz † ·
Van Heerdt † ·
Van Heiden † ·
De Hochepied ·
Van Hoensbroeck ·
Van Hogendorp · 
Von Hompesch-Rürich † · 
De Larrey † ·
Van Limburg Stirum · 
Van Lynden ·
De Marchant et d'Ansembourg ·
Van Nassau la Lecq † ·
De Norman d'Audenhove ·
Von Oberndorff ·
Van Oranje-Nassau van Amsberg · 
De Perponcher Sedlnitsky ·
Von Quadt ·
Van Randwijck ·
Von Ranzow ·
Van Rechteren ·
Van Reede † ·
Van Renesse † · 
De Riquet de Caraman ·
Schimmelpenninck ·
Zu Stolberg-Stolberg ·
Van Wassenaer † ·
Wolff Metternich † ·
Van Zuylen van Nijevelt

Geslachten die tot de adel van het Koninkrijk der Nederlanden behoren of hebben behoord. Lijst volgens opgave van de Hoge Raad van Adel. †: Geslacht uitgestorven of titel vervallen.